# Pierre Darcourt
Pierre Darcourt (Bélgica,23 de Janeiro de 1729 — 11 de Maio de 1837) foi a pessoa mais velha de todos os tempos até Junho de 1853,quando Thomas Peters tomou seu lugar.